# Zangbeto
Zangbeto (v překladu „lidé noci“) je tzv. tajná společnost v západoafrickém náboženství vodun. Její úlohou je ochrana společnosti zejména (ale nikoli výlučně) na duchovní rovině. Dříve příslušníci zangbeto dohlíželi na fyzickou bezpečnost lidí a to zejména v noci. Stejnojmenná maska – zangbeto –, kterou obléká tanečník, je populární při vodunských slavnostech a festivalech zejména v Beninu, Nigérii a v Togu. Zangbeto je vyrobeno tak, aby vytvářelo dojem, že se pohybuje a točí samo a uvnitř nikdo není. Lidé jsou ve výrobě zangbeto velmi vynalézaví a často dokáží vyvolat skutečné přesvědčení, že zangbeto tančí mezi lidmi samo, poháněno vodunem. Maska byla původně navržena, aby – rotujíce po nočních ulicích – zahnala nepřítele. Zangbeto má mít podle vodunských věřících nadpřirozené schopnosti.